# Jelsa

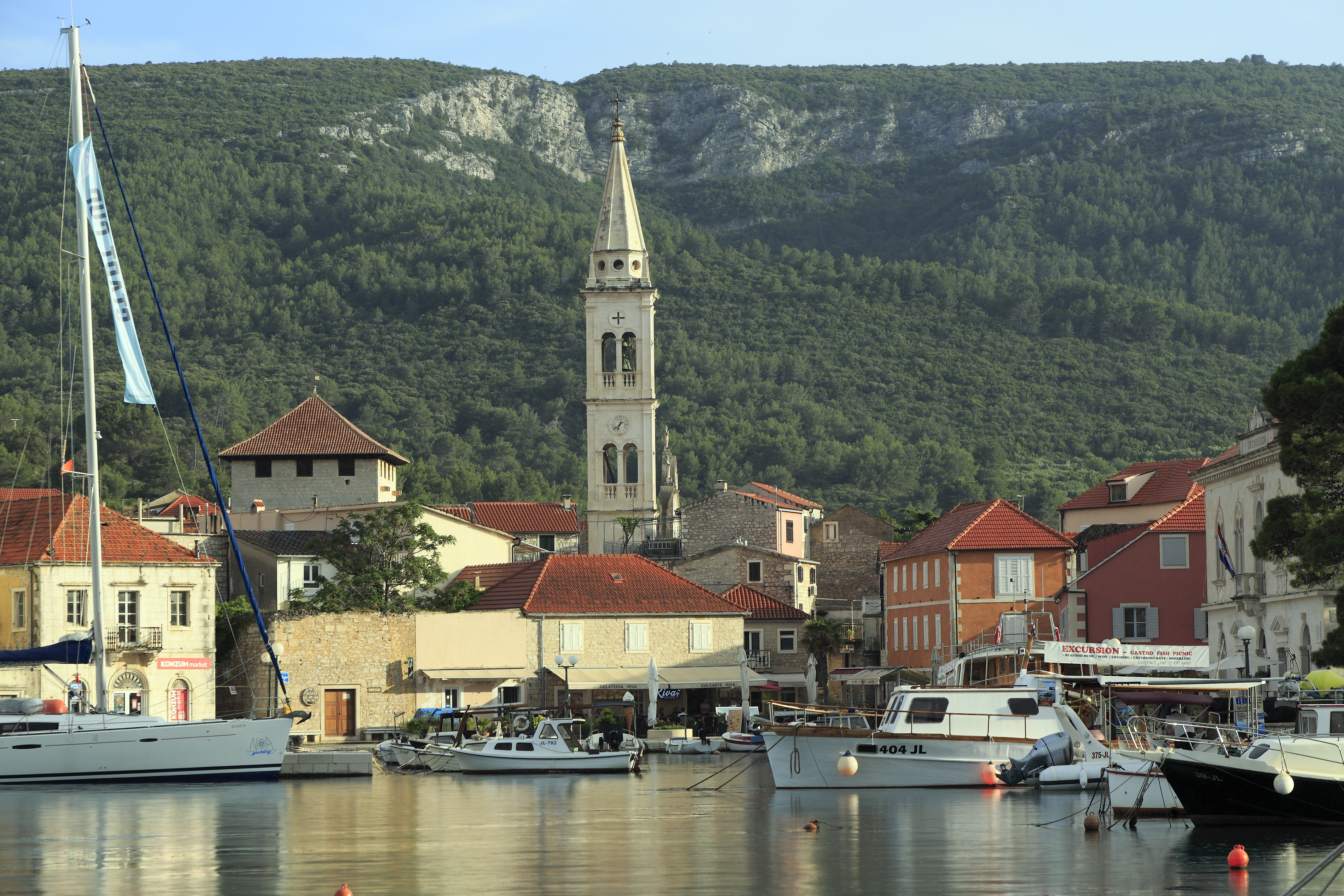
Přístav v Jelse

Jelsa je vesnice a opčina chorvatské Splitsko-dalmatské župy. Leží na severu ostrova Hvar na břehu Hvarského průlivu. V roce 2011 žilo v Jelse samotné 1 801 stálých obyvatel, v celé opčině pak 3 582 stálých obyvatel, 95,81 % z nich byli Chorvati.

## Sídla
Kromě vlastní Jelsy pod opčinu spadají sídla Gdinj, Gromin Dolac, Humac, Ivan Dolac, Pitve, Poljica, Svirče, Vrboska, Vrisnik, Zastražišće a Zavala.

## Hospodářství
Hlavní ekonomické činnosti obyvatelstva jsou cestovní ruch, zemědělství (především pěstování vinné révy a oliv), rybářství a stavba lodí.

## Kulturní památky

### Kostely
- Kostel Nanebevzetí Panny Marie (Crkva Uznesenja Marijina)
- Crkva Gospe od Zdravlja
- Kostel svatého Jana (Crkva sv. Ivana)
- Kostel svatého Rocha (Crkva sv. Roka)
- Kostel svatého Michaela (Crkva Sv. Mihovila)

## Doprava

### Silniční doprava
Jelsa leží na hlavní komunikaci ostrova Hvar, silnici D116, vedoucí celého ostrova ze Sućuraje do města Hvar. Je vzdálena 28 kilometrů od města Hvar, 12 kilometrů od města Stari Grad a 53 kilometrů od přístavu Sućuraj.
Místními komunikacemi je pak spojena s ostatními sídly v opčině. Obce na jižním břehu ostrova jsou přístupné z obce Pitve silničním tunelem Pitve–Zavala o délce 1 400 metrů.

### Lodní doprava
Ve středu vesnice se nachází přístav II. kategorie pro jachty a menší lodě. Celková délka mola je 185 m. Existuje lodní spojení s přístavy Sućuraj a Bol. Není zde trajektový přístav, trajekty jezdí na ostrově Hvar pouze do přístavů Stari Grad a Sučuraj.

### Cyklistika
Z Jelsy vycházejí dvě okružní cyklistické trasy:
- 703 Preko Vrha - trasa: Jelsa - Pitve - Humac - Jelsa, délka : 23,9 km, převýšení : 754 m.[3]
- 704 Za UNESCO-m - trasa Jelsa - Vrboska - Stari Grad - Dol - Vrbanj - Jelsa, délka : 22,7 km, převýšení : 329 m.[4]